# كيت ديفيس
كيت ديفيس (بالإنجليزية: Kate Davis)‏ هي مغنية أمريكية، ولدت في 4 فبراير 1991 في ويست لين في الولايات المتحدة.